# Kamienica pod Gwiazdą
Kamienica pod Gwiazdą (również Kamienica „Pod Gwiazdą”) – kamienica mieszczańska znajdująca przy Rynku Staromiejskim 35 w Toruniu.
Wyróżnia się ona późnobarokową fasadą, ozdobioną na szczycie złotą gwiazdą, od której pochodzi jej nazwa. Do jej obecnego kształtu przyczyniły się wielokrotne przebudowy i remonty.
Kamienica została wybudowana w drugiej połowie XIII wieku. W okresie gotyku kilka razy przebudowywano ją, zmieniała także właścicieli. Jednym z nich był poeta i humanista Filip Kallimach. Następną przebudowę kamienica przebyła w drugiej połowie XVI w. Została wówczas podwyższona o drugie piętro, otrzymując zachowany do dziś charakterystyczny dla ówczesnych kamienic mieszczańskich kilkukondygnacyjny układ przestrzenny łączący funkcje mieszkalne i handlowo-magazynowe. Powstały wtedy galeryjki w środkowym trakcie pięter, a także polichromowany strop w tylnym trakcie parteru.
Przed 1670 rokiem nowym właścicielem kamienicy został rajca staromiejski Jan Jerzy Zöbner. Około 1697 roku nadał on kamienicy barokowy wystrój. Otrzymała wtedy barokową formę zewnętrzną z bogato zdobionym portalem. Fasadę ozdobiono dekoracją z motywami florystycznymi. W sieni znajdują się kręcone schody typu gdańskiego, których strzegą figura Minerwy i lew trzymający tarczę.
Prawdopodobnie po 1794 roku salę pierwszego piętra ozdobiono klasycystyczną polichromią z namalowaną iluzjonistycznie kolumnadą w porządku jońskim oraz pseudokasetonami na suficie. W drugiej poł. XIX w., podczas następnej przebudowy kamienicy, w miejscu komina umieszczono drugie kręcone schody, tym razem żeliwne.
Od 1970 roku w kamienicy znajduje się Muzeum Sztuki Dalekiego Wschodu.